# Słupska Specjalna Strefa Ekonomiczna
Słupska Specjalna Strefa Ekonomiczna (skrót: SSSE) – specjalna strefa ekonomiczna położona w północno-zachodniej części Polski, składa się z 18 podstref inwestycyjnych w województwie pomorskim i województwie zachodniopomorskim. Zarządzającym strefą jest od 1997 r. Pomorska Agencja Rozwoju Regionalnego SA z siedzibą w Słupsku (skrót: PARR S.A.).
Jako zarządca SSSE, Pomorska Agencja Rozwoju Regionalnego S.A. pełni kluczową rolę w rozwoju strefy, współpracując z samorządami, urzędami pracy, jednostkami edukacyjnymi, gestorami sieci infrastruktury technicznej, instytucjami finansującymi i innymi, by zapewnić profesjonalne i kompleksowe wsparcie inwestorom. Wieloletnia współpraca z partnerami otoczenia gospodarczego pozwala agencji skutecznie pomagać firmom.
Na obszarze działania strefy znajduje się 18 podstref o łącznej powierzchni 910 hektarów, obejmujące miasta: Słupsk, Ustka, Koszalin, Szczecinek, Lębork, Darłowo i Wałcz oraz gmin: Redzikowo, Debrzno, Polanów, Karlino, Tychowo, Czarne, Kalisz Pomorski i Biesiekierz. 
Od 2018 roku, kiedy wszedł w życie program Polska Strefa Inwestycji na mocy ustawy o wspieraniu nowych inwestycji, poszerzono działalność Specjalnych Stref Ekonomicznych. Dziś inwestorzy nie muszą przenosić się do Strefy, bo to ona „przychodzi do inwestora”. Wsparcie w postaci ulg w podatku dochodowym udzielane jest dla wszystkich przedsiębiorców bez względu na lokalizację i wielkość przedsiębiorcy. 
Obszar SSE w ramach programu PSI obejmuje 16 powiatów w województwach pomorskim, zachodniopomorskim i wielkopolskim.
Przedsiębiorcom funkcjonującym na terenie strefy jest udzielana pomoc publiczna w formie zwolnienia z podatku CIT lub PIT (od 35% do 55% kosztów kwalifikowanych oraz dotacje z funduszy UE). Ponadto na podstawie właściwych uchwał rad gmin, inwestorzy mają możliwość częściowego lub całkowitego zwolnienia z podatku od nieruchomości.
Według obowiązującego rozporządzenia strefa ma działać do 31 grudnia 2026 r.

## Historia
SSSE została ustanowiona w 1997 r. przez rząd Włodzimierza Cimoszewicza. Następnie była wielokrotnie powiększana przez kolejne rządy.
20 marca 2012 roku Rada Ministrów podjęła rozporządzenie o rozszerzeniu strefy o nowe tereny w: Koszalinie, Wałczu, Słupsku, Ustce oraz w gminach: Karlino, Kalisz Pomorski, Biesiekierz, Polanów, Tychowo i Słupsk. Łącznie do strefy włączono prawie 433 hektarów terenów inwestycyjnych, tym samym podwajając jej powierzchnię.
W 2013 r. drugi rząd Donalda Tuska przedłużył działanie strefy o 6 lat do 2026 r.
W 2014 r. strefę pomniejszono o podstrefę Tuchom w gminie Żukowo. Powiększono jednak o podstrefę Czarne.

## Podstrefy inwestycyjne
| Województwo        | Nazwa podstrefy               | Powierzchnia [ha] | Gminy                                   |
| ------------------ | ----------------------------- | ----------------- | --------------------------------------- |
| pomorskie          | Podstrefa Czarne              | 7,9157            | Czarne (gmina)                          |
| pomorskie          | Podstrefa Debrzno             | 9,8736            | Debrzno (gmina)                         |
| pomorskie          | Podstrefa Redzikowo           | 62,4777           | Słupsk (gmina wiejska)                  |
| pomorskie          | Podstrefa Wieszyno            | 82,1608           | Słupsk (gmina wiejska)                  |
| pomorskie          | Podstrefa Słupsk-Włynkówko    | 100,2801          | Słupsk (miasto), Słupsk (gmina wiejska) |
| pomorskie          | Podstrefa Słupsk-Westerplatte | 38,4683           | Słupsk (miasto)                         |
| pomorskie          | Podstrefa Ustka               | 9,1497            | Słupsk (gmina wiejska)                  |
| zachodniopomorskie | Podstrefa Kalisz Pomorski     | 9,3866            | Kalisz Pomorski (gmina)                 |
| zachodniopomorskie | Podstrefa Karlinko            | 180,0846          | Karlino (gmina)                         |
| zachodniopomorskie | Podstrefa Koszalin            | 105,0450          | Koszalin (miasto)                       |
| zachodniopomorskie | Podstrefa Laski Koszalińskie  | 17,5800           | Biesiekierz (gmina)                     |
| zachodniopomorskie | Podstrefa Polanów             | 37,0116           | Polanów (gmina)                         |
| zachodniopomorskie | Podstrefa Szczecinek          | 95,5132           | Szczecinek (miasto)                     |
| zachodniopomorskie | Podstrefa Tychowo             | 5,0448            | Tychowo (gmina)                         |
| zachodniopomorskie | Podstrefa Wałcz               | 56,7961           | Wałcz (miasto)                          |

## Branże
Inwestorzy strefy reprezentują następujące branże:
- przetwórstwo tworzyw sztucznych;
- przetwórstwo drzewne;
- przetwórstwo spożywcze;
- motoryzacja;
- produkcja prefabrykatów betonowych;
- szklarski (szyby samochodowe)
- metalowa;
- usługi z zakresu transportu i logistyki;
- usługi magazynowania (chłodnie.)

## Główni inwestorzy
- "Kronospan Polska" Sp. z o.o.
- "Jeronimo Martins Polska" S.A.
- "Paula-Trans" Janina Gojdź & Sławomir Gojdź Sp.j.
- "AJ Słupsk" Sp. z o.o.
- "Nordglass II" Sp. z o.o.
- "Hydro-Naval" Adkonis, Michałek, Sobków Sp.j.
- "VNH Fabryka Grzejników" Sp. z o.o.
- "Ozen Plus" Sp. z o.o.
- "Faser-Plast Poland" Sp. z o.o.
- Przetwórstwo Rybne "Łosoś" Sp. z o.o.
- "Albatros Aluminium" Sp. z o.o.
- "M&S Okna i Drzwi" Sp. z o.o.